# クロノス
クロノス（古希: Κρόνος、古代ギリシア語ラテン翻字: Kronos）は、ギリシア神話の農耕の神である。巨神族ティーターンの長であり、ウーラノスの次に全宇宙を統べた二番目の神々の王でもある。アダマスの鎌を武器とする。ゼウスの父親としてもよく知られており、ティーターン神族を率いてオリュンポスの神々と大戦争を行った。

## 名称
時間の神クロノス（古希: Χρόνος、古代ギリシア語ラテン翻字: Khronos）と発音が近い（英語では同音）ため、混同されることがあるが、別の神である。古典ギリシア語においては κ は無気音 [k] で、χ は有気音 [kʰ] であり、若干異なる。これらの発音はしばしば混同され、当のギリシア人やローマ人も混同することがあった。

## ギリシア神話

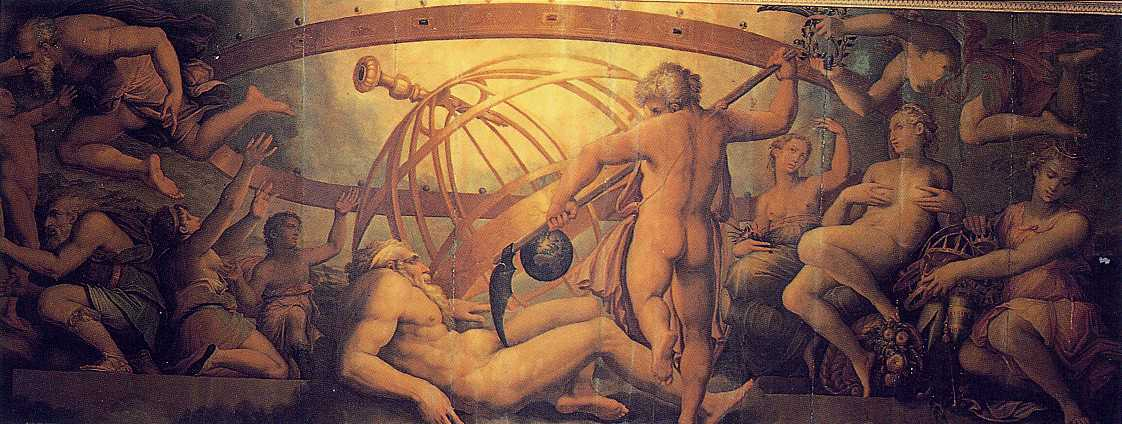
ジョルジョ・ヴァザーリの描いた、クロノスとウーラノス

ヘーシオドスの『神統記』によればウーラノスとガイアの息子でティーターンの末弟。レアーの夫であり、ハーデース、ポセイドーン、ゼウスおよびヘーラー、ヘスティアー、デーメーテールの父でもある。また、愛人であるニュンペーのピリュラーとの間に半人半馬の賢者ケイローンをもうけた。
父であるウーラノスの性器を、刃が魔法の金属・アダマスでできた鎌で切り取って追放するが、自身も父親と同様キュクロープスたちをガイアの胎内に押し込めていたためガイアの怒りを買い、後に息子であるゼウスに討たれた。彼は父同様、子にその権力を奪われるという予言を受けたため、子供が生まれるたびに（ヘスティアー、デーメーテール、ヘーラー、ハーデース、ポセイドーンの順に）飲み込んでしまったという。
最後に生まれたゼウスだけは、母のレアーが偽って石をクロノスに飲ませたために助かった。クレーテー島で（牝山羊アマルテイアによって）密かに育てられたゼウスは、クロノスに兄弟を（飲み込んだときとは逆の順に）吐き出させ（このとき、兄弟の序列が入れ替わり、末子であるゼウスが最高神となった）、兄弟は力を合わせて、クロノスらティーターン神族を倒した。
| クロノスの子供たち       |
| ------------------------ |
| 炉の女神ヘスティアー     |
| 豊穣の女神デーメーテール |
| 結婚と出産の女神ヘーラー |
| 冥界の王ハーデース       |
| 海の王ポセイドーン       |
| 神々の王ゼウス           |
| 石                       |
| ケイローン               |

## ローマ神話
黄金時代に地上を統べた王、農耕神とする伝承もあり、収穫祭で盛大に祀られた。このことから、ローマ神話における農耕神サートゥルヌス（英語読みでサターン）と同一視される。